# Cuisine du Bangladesh
 (mars 2024).
Si vous disposez d'ouvrages ou d'articles de référence ou si vous connaissez des sites web de qualité traitant du thème abordé ici, merci de compléter l'article en donnant les références utiles à sa vérifiabilité et en les liant à la section « Notes et références ».
La cuisine du Bangladesh (bengali : বাংলাদেশের রান্না) est un fort reflet de la culture bengalis et de l'histoire et de la géographie du pays.

## Description

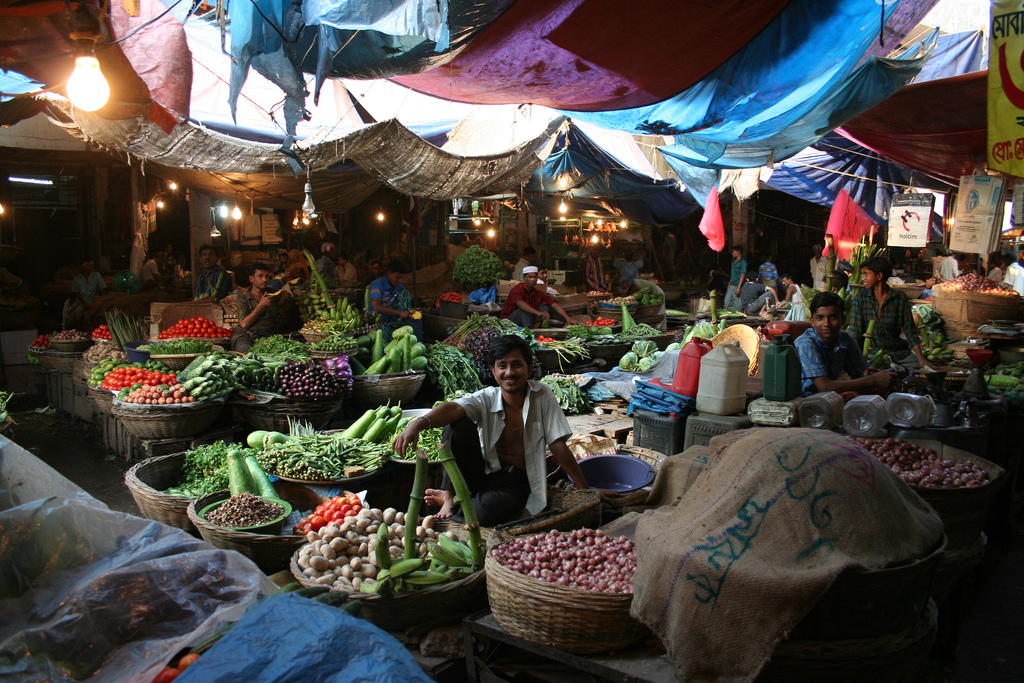
Un bazaar.

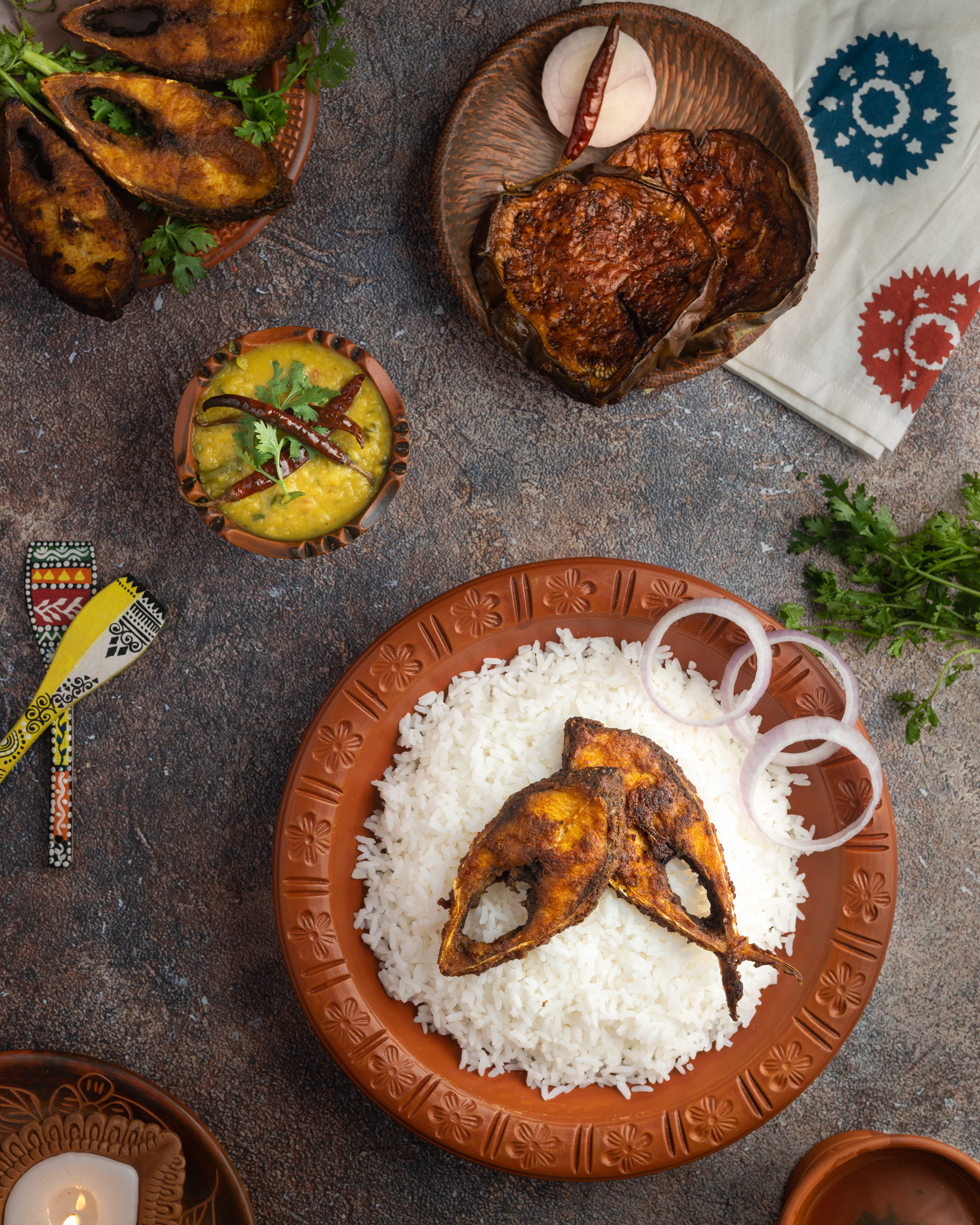
Riz et hilsa frits, accompagnés d'aubergines et piments frits.

Le riz constitue l'aliment de base et est consommé avec différents currys. Les plats manifestent de fortes saveurs aromatiques ; elles comprennent souvent des œufs, pommes de terre, tomates et aubergines ; elle a recours à une variété d'herbes et d'épices ainsi que l'huile de moutarde et le ghi. Les principaux pains sont le naan, paratha, roti, bakarkhani et luchi. Le dal est le deuxième aliment après le riz. Le poisson, surtout d'eau douce joue un rôle important ; parmi les plus grands plats  (ilish), pabda (stromateidae), rui (rohu), pangash (poisson-chat pangas), chitol (poisson-couteau ocellé), magur (silure grenouille), bhetki (barramundi) and tilapia. La viande comprend la viande bovine, l'agneau, le gibier, le poulet, le canard, le pigeonneau et le koël. Les plats de légumes, tels que la purée de bhurta, sabj bouilli ou saag feuillu sont très servis. Crevettes et homard prévalent également.
Le pulao gourmet est servi lors des fêtes. Differents types de biryani et pulao sont : Kachi (moutton), Tehari (bœuf), Ilish et Murg (poulet). Differents types de kebabs sont : shikh, reshmi, shashlik, tikka et shami. La cuisine est riche en desserts et confiseries, galettes de riz à la poêle ou à la vapeur (pitha) au halwa et bonbons faits de fruits et au fromage sucré. Le thé noir en tant que boisson nationale est très répandu et offert aux invités en gage de bienvenue. Des hors-d'œuvre populaires sont : samosas, pakoras et petits pains. Le phuchka est une cuisine de rue. Les Chittagong Hill Tracts du sud-est du Bangladesh affichent une cuisine de bambou. Le Bangladesh est aussi le cinquième producteur au monde de fruits tropicaux.

## Histoire
Les régimes bangladais anciens comprenaient riz, poisson, miel, légumes et produits laitiers. La région était un bastion commercial et administratif d'Asie du Sud à l'époque des premiers royaumes hindous et bouddhistes ; et plus tard aux sultanats musulmans. La cuisine moghole se développa au Bengale après l'établissement du Bengale moghol en 1576, partie incluse dans l'Empire moghol. La ville de Dhaka joua un rôle important dans l'influence d'éléments moghols dans la cuisine du pays. L'Empire britannique gouverna la région du XVIIIe au XXe siècle, époque durant laquelle la Renaissance du Bengale conditionna l'émergence de la cuisine moderne du pays. Pendant le Raj britannique, Calcutta influença de nombreux plats bengalis. Au sud-est, la cuisine arakane influença des plats à Chittagong, notamment de stockfisch.
La Partition du Bengale en 1947 mena à la séparation du Bengale-Occidental de la majorité musulmane du Bengale oriental, entrainant des changements démographiques et de styles culinaires. Aujourd'hui, le Bangladesh consomme plus de viande que sa région frontalière voisine à l'ouest.
La cuisine du Bangladesh a connu diverses influences cosmopolites, un héritage des liens commerciaux historiques avec le monde arabe, la Perse, le Portugal, le Royaume-Uni, le Myanmar, la Chine et la Thailande. Les Portugais ont développé le fromage à Dhaka. Les Britanniques ont exportés par la suite la culture du thé présente au pays.

## Principaux ingrédients

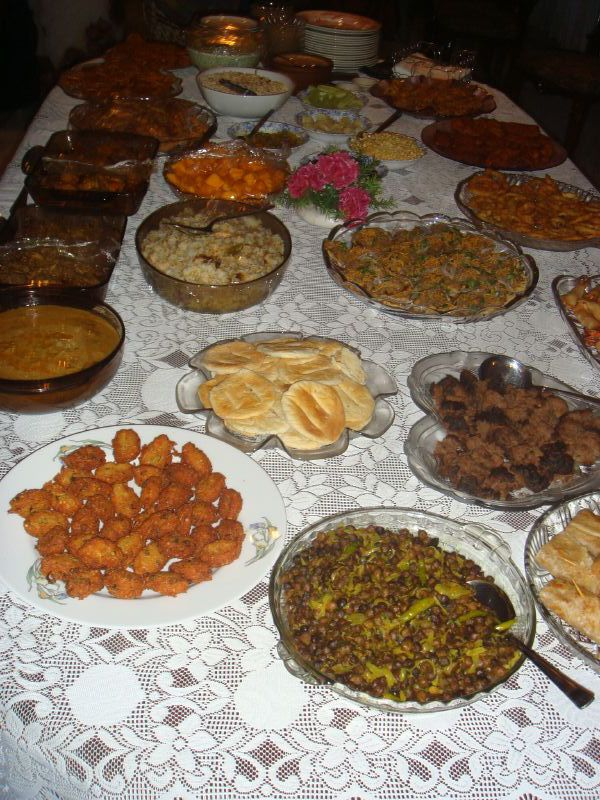
Iftar bangladeshi.

- Régions fluviales : les cours d'eau au Bangladesh sont remplis de milliers de différentes sortes de poissons. Ilish, Rui, Katol, Koi, Pada, Boal, Citol, Magur, Sing, Mola, Dhlea, etc. Ils sont largement appréciés.
- Les aliments de base de la cuisine du pays sont le riz, consommé quotidiennement et le "ruti" (un pain de blé complet sans levain).
- La farine atta (un genre de farine de blé dur complet) entre dans la préparation du Luchi, Porota, Pitha, etc.
- Les légumineuses comprennent de nombreuses variétés ; dont les plus importants sont pois chiche (chhola), pois d'Angole, haricot urd (biuli) et haricot mungo. Elles entrent presque exclusivement dans la préparation du 'dal', à l'exception du 'chhola', souvent cuit entier au petit-déjeuner et façonné en farine (beshon).
- Le climat tropical permet une grande variété de fruits et de légumes verts. Une quantité de gourdes, racines et tubercules, légumes-feuilles, tige, citrons, aubergines, oignons, plantains, fèves, gombos, fruits et fleurs de bananes, racines de lotus, jacquier vert, citrouilles et champignons abondent dans les kacha/bazaar sabji.
- Des plats de poulet, mouton, viande bovine, canard et pigeon sont très répandus.

Le chutney se déguste traditionnellement en même temps que le repas. Il apporte une touche de saveur acidulé-relevé, du peps...
Le chutney peut être réalisé à base de fruits comme de la mangue par exemple. On peut également faire du chutney avec des légumes : carottes, tomates... Ou des oignons.